# 9 (album de Public Image Limited)
Pour les articles homonymes, voir Neuf.
Albums de Public Image Ltd.
Happy?
(1987) That What Is Not
(1992)
9 est un album de Public Image Ltd. sorti le 10 mai 1989. Il est le septième album studio (et neuvième dont deux albums live) du groupe, paru sur le label Virgin Records.

## Liste des titres
| 1.    | Happy?                   | Stephen Hague         | 3:57 |
| 2.    | Disappointed             | Stephen Hague         | 5:34 |
| 3.    | Warrior                  | Stephen Hague         | 4:17 |
| 4.    | U.S.L.S. 1               | Eric "E.T." Thorngren | 5:37 |
| 5.    | Sand Castles in the Snow | Stephen Hague         | 3:44 |
| 6.    | Worry                    | Stephen Hague         | 3:54 |
| 7.    | Brave New World          | Eric "E.T." Thorngren | 4:19 |
| 8.    | Like That                | Eric "E.T." Thorngren | 3:40 |
| 9.    | Same Old Story           | Eric "E.T." Thorngren | 4:19 |
| 10.   | Armada                   | Eric "E.T." Thorngren | 4:43 |
| 44:04 |                          |                       |      |

## Membres du groupe
- John Lydon : chant
- John McGeoch : guitare
- Allan Dias : basse
- Bruce Smith : percussions
- James Faulkner : manipulation informatique